# Mueang Uttaradit (huyện)
Mueang Uttaradit (tiếng Thái: เมืองอุตรดิตถ์) là huyện thủ phủ (amphoe mueang) thuộc tỉnh Uttaradit, miền nam Thái Lan.

## Địa lý
Các huyện giáp ranh (từ phía đông theo chiều kim đồng hồ): Tha Pla, Thong Saen Khan, Tron, Laplae thuộc tỉnh Uttaradit, Den Chai thuộc tỉnh Phrae.

## Hành chính
Huyện này được chia thành 17 phó huyện (tambon), các đơn vị này lại được chia ra thành 154 làng (muban). Thị xã (thesaban mueang) Uttaradit nằm trên toàn bộ tambon Tha It. Có 3 thị trấn (thesaban tambon) - Wang Kaphi và Ban Ko mỗi đơn vị nằm trên tambons cùng tên, và Ban Dan Na Kham nằm trên một phần của tambon Ban Dan Na Kham. Có 15 Tổ chức hành chính tambon.
| STT. | Tên             | Tên Thái    | Số làng | Dân số |  |
| ---- | --------------- | ----------- | ------- | ------ |  |
| 1.   | Tha It          | ท่าอิฐ        | -       | 36,313 |  |
| 2.   | Tha Sao         | ท่าเสา       | 10      | 13.424 |  |
| 3.   | Ban Ko          | บ้านเกาะ     | 8       | 8.452  |  |
| 4.   | Pa Sao          | ป่าเซ่า       | 8       | 7.570  |  |
| 5.   | Khung Taphao    | คุ้งตะเภา     | 8       | 8.721  |  |
| 6.   | Wang Kaphi      | วังกะพี้       | 9       | 10.552 |  |
| 7.   | Hat Kruat       | หาดกรวด     | 9       | 7.902  |  |
| 8.   | Nam Rit         | น้ำริด        | 10      | 7.329  |  |
| 9.   | Ngio Ngam       | งิ้วงาม       | 15      | 9.201  |  |
| 10.  | Ban Dan Na Kham | บ้านด่านนาขาม | 11      | 10.489 |  |
| 11.  | Ban Dan         | บ้านด่าน      | 12      | 5.353  |  |
| 12.  | Pha Chuk        | ผาจุก        | 14      | 8.684  |  |
| 13.  | Wang Din        | วังดิน        | 11      | 4.741  |  |
| 14.  | Saen To         | แสนตอ       | 8       | 3.495  |  |
| 15.  | Hat Ngio        | หาดงิ้ว       | 10      | 5.319  |  |
| 16.  | Khun Fang       | ขุนฝาง       | 7       | 4.008  |  |
| 17.  | Tham Chalong    | ถ้ำฉลอง      | 4       | 1.991  |  |